# Kis
Kis (latinsko acetum) je začimba in sredstvo za konzerviranje s kislim okusom. Izdelujejo ga s fermentacijo alkoholnih tekočin. Vsebuje med 5 in 15,5 % ocetne kisline.

## Izdelava
V glavnem izdelujejo kis iz alkoholnih pijač, na primer vina, ciderja (jabolčnega vina) ali v Aziji iz riževega vina. Lahko pa ga izdelajo tudi neposredno iz tekočin, ki vsebujejo sladkor, na primer iz mošta, jabolčnika ali slada.
Obstajata dva postopka: stoječi in prečrpovalni.
V stoječem postopku v posodo z vhodno tekočino dodajo kisove bakterije in postopek prepustijo naravnemu poteku. Pomanjkljivosti tega postopka sta dolgo trajanje in velika možnost napak v fermentaciji. Postopek tudi ni primeren za pridelavo velikih količin kisa.
V prečrpovalnem postopku si pomagajo z bukovimi oblanci. Ti zelo povečajo površino, ki je na razpolago za bakterije. Vhodno tekočino stalno polivajo po oblancih. Postopek je primeren za velike količine in je lahko končan v nekaj dnevih ali tednih. Ta postopek zahteva stalno kontrolo in regulacijo prezračevanja in temperature.
Za izboljšanje okusa po izdelavi pogosto vložijo v kis začimbe, zelišča ali sadje.
Posebno mesto med kisi ima Aceto Balsamico Tradizionale di Modena - modenski balzamični kis. Pridelava po stoječem postopku zahteva veliko časa, poleg tega pa se stara 12 ali celo 25 let. Starajo ga v sodih iz hrastovega, češnjevega, murvinega ali kostanjevega lesa.

## Industrijski kis (ocetna kislina)
Ocetna kislina je 80 % esenca kisline, ki se v takšni obliki ne sme uporabljati v prehrani. Takšna kislina mora biti shranjena v stekleni posodi z dobro vidno nalepko Smrtno nevarno in mednarodno razpoznavnim znakom z lobanjo, nikoli se ne sme hraniti v istih prostorih kot je hrana za uživanje. Pred uporabo za uživanje je potrebno to kislino razredčiti z vodo. Vodo moramo najprej za 20 minut prevreti nato pa na vsakih 16 litrov vode primešati 1 liter kisa, tako dobimo 5 % koncentracijo, ki jo lahko uporabimo v prehrani. Dobri kuharji se takšnemu kisu sicer izogibajo, žal pa v velikih menzah temu ni vedno tako.

## Uporaba kuhinjskega kisa
- Ubija plevel (vpliva le na vrhove, korenine ostanejo)
- Poveča kislost tal, kjer je to potrebno.
- Za čiščenje umazanije in vodnega kamna
- Loščenje kroma in nekaterih drugih kovin, tudi rje (nekatere kovine s kisom reagirajo in korodirajo - aluminij, kositer, železo)
- Odganja nekatere živali in mrčes
- Lajša posledice pikov in ožganin in opeklin
- Mehča lase
- Odstranjuje neprijetne vonjave

(Povzeto po knjigi How it all vegan)
Uporaba industrijskega kisa z več kot 5% ocetne kisline v te namene ni priporočljiva. Prepogosta uporaba kisa ali uporaba kisa z več kot 5% ocetne kisline lahko povzroči alergije, opekline, bronhitis, dermatitis, v prehrani pa lahko povzroči erozijo zobne sklenine.